# 村岡山城
村岡山城（むろこやまじろ/むろこやまじょう）は、福井県勝山市村岡町寺尾にあった日本の城（山城）。2019年（平成31年）2月7日付けで勝山市指定史跡。同市の地名の由来に関わると言われている（後述）。

## 概要
村岡山城は天正2年（1574年）、地元勢力である七山家（ななやまが）の一向一揆勢によって築かれ、その後一揆を鎮圧したことにより柴田義宣、後に柴田勝安を城主として天正8年（1580年）まで存在していた山城である。勝山盆地を望む独立峰の御立山（標高301メートル）の山頂及び山頂付近に位置する。主要郭付近は30メートル×40メートル以上の広さが見られる。

## 歴史（同市の地名由来）
天正2年（1574年）、かねてより所領独占問題において対立関係にあった平泉寺勢力との戦いに向けて、地元勢力である大野・南袋・北袋・七山家の一向一揆勢によって築城が取り決められ、七山家の人々によって築かれたと言われている。そして平泉寺は匿っていた朝倉景鏡を大将とし、一揆勢が立て篭もる村岡山城に攻め入るが反撃に遭ってしまう。その最中、援軍で駆け付けた一揆勢に手薄になった平泉寺を焼き討ちされ、景鏡は討たれてしまう。さらに出陣していた平泉寺勢も村岡山城の一揆勢の追撃に遭い、壊滅してしまう。この一連の出来事により、一揆勢は御立山をかちやま（勝ち山）と呼ぶようになり、現在の同市地名の由来になったと伝えられている。
その後織田信長勢力による越前一向一揆鎮圧後は柴田義宣（しばたよしのぶ）、一揆残党により義宣が討たれた後は柴田勝安が城主となった。しかし天正8年（1580年）、麓に勝山城が築城され、廃城となった。

## 構造
主郭と主要郭からなる連郭式の山城である。一揆による築城当初は堀柵、乱杙（らんぐい）、逆茂木（さかもぎ）を設置し堀を少し掘った程度であり、比較的簡単な構造であった。現在見られる櫓台や堀切、土塁、虎口などは後に柴田氏が大きく手を加えたものである。朝倉氏築城の特徴的な造りとしてよく見られた畝状竪堀や、織田信長政権下に見られる屈曲空堀など複雑な構造も見られる。これらも柴田氏に城主が移り、整備が進んだと言われている。

## 備考
山麓には神社がある。山麓から山頂への登山道があり、登山口は郡口と寺尾口の2か所ある。山頂付近からの眺めは良く、360度展望で勝山盆地や九頭竜川領域、加賀（小松市）方面を望むことが出来る。地元では御立山（みたてやま）ではなく村岡山（むろこやま）と呼ばれている。

## 所在地・交通
- 所在地 - 福井県勝山市村岡町寺尾
- えちぜん鉄道勝山永平寺線終点勝山駅より約3.5km

## 周辺
- 勝山温泉センター水芭蕉